# Albert Schmidt (Politiker, 1877)
Albert Schmidt (* 10. Dezember 1877 in Malstatt; † nach 1933) war ein deutscher Gewerkschafter und Politiker (Zentrum).

## Leben
Nach dem Besuch der Volksschule arbeitete Schmidt als Metalldreher in Konz. Neben seiner beruflichen Tätigkeit bildete er sich durch Selbstunterricht und durch Teilnahme an volkswirtschaftlichen Kursen beim Volksverein für das katholische Deutschland fort. Er trat in die Gewerkschaft ein und war später Vorstandsmitglied der Christlichen Gewerkschaft Deutscher Eisenbahner. Daneben fungierte er als Vorsitzender der Eisenbahn-Baugenossenschaft mit Sitz in Konz-Karthaus, als Vorstandsmitglied der Reichsbahn-Betriebs-Krankenkasse mit Sitz in Trier und als Vorstandsmitglied der Reichsbahn-Arbeiter-Pensionskasse I mit Sitz in Berlin.
Schmidt, der sich der Zentrumspartei angeschlossen hatte, war von 1913 bis 1918 Mitglied des Preußischen Abgeordnetenhauses, von 1919 bis 1921 Mitglied der Verfassunggebenden Preußischen Landesversammlung und von 1921 bis 1933 Mitglied des Preußischen Landtages.